# Hullám (hajó)
A Hullám Moszkva típusú folyami motoros személyhajó, amely a Dunán üzemel kirándulóhajóként.

## Története
A Moszkva típusú (R–51E) hajót 1980-ban építették a  Moszkvai Hajóépítő és Hajójavító Üzemben, majd Hullám néven az Országos Vízügyi Főigazgatósághoz került, amely a Dunán üzemeltette. Az 1990-es években a Panoráma Deck Kft. bérelte és kirándulóhajóként használta. 2008-ban megvásárolta a MAHART–PassNave, amely napjainkban is a Dunán üzemelteti. Eredeti főgépeit Rába dízelmotorokra cserélték.
2019-ben a hajó azzal került be a hírekbe, hogy a Margit hídnál történt 2019-es budapesti hajókatasztrófa utáni percekben a legelsők között érkezett meg a helyszínre segítséget nyújtani, és a tragikus baleset mindössze hét túlélője közül kettőt a rajta szolgáló személyzet mentett ki a Duna vizéből.